# Xã Glenila, Quận Cavalier, Bắc Dakota
Xã Glenila (tiếng Anh: Glenila Township) là một xã thuộc quận Cavalier, tiểu bang Bắc Dakota, Hoa Kỳ. Năm 2010, dân số của xã này là 13 người.